# Balzac Coffee Company

Kaffeebecher mit Logo im Weihnachtsdesign und Flyer von Balzac Coffee

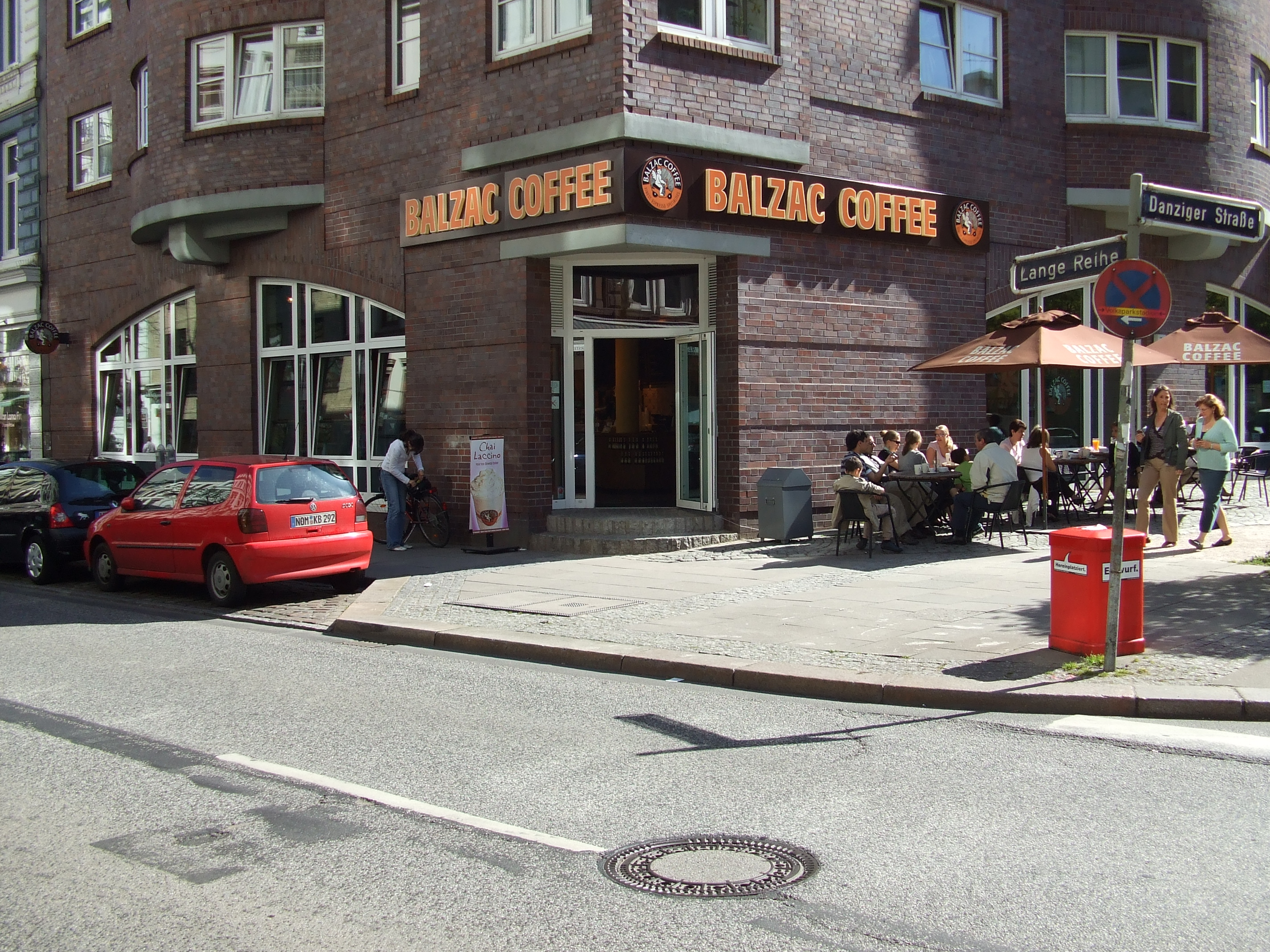
Filiale Lange Reihe, Hamburg

Die Balzac Coffee Company GmbH & Co. KG war ein Hamburger Unternehmen, welches in seinen besten Tagen 57 Cafés in Deutschland betrieben hat.

## Geschichte
Balzac Coffee eröffnete am 2. Mai 1998 in den Colonnaden in Hamburg den ersten Shop. Gründerinnen waren die Hamburger Schwestern Vanessa Khaja und Natalia Preston (beide: geb. Kullmann), die das Coffeeshop-Konzept während eines beruflichen Aufenthaltes in den USA kennenlernte. Am 13. Juli 2011 fusionierte Balzac Coffee mit der World Coffee Company zur Balzac Coffee Company.
Der Name der Kette spielt auf den französischen Schriftsteller Honoré de Balzac an, der für seinen exzessiven Kaffeekonsum von bis zu 60 Tassen pro Tag bekannt war.
Im Sommer 2017 übernahm die schwedische Kette Espresso House das Unternehmen und benannte Nikolas Niebuhr als neuen Geschäftsführer. Die Balzac-Filialen wurden schrittweise umbenannt und werden nun unter der Marke Espresso House geführt. Zum 31. Dezember 2021 traten 30 Filialen als Espresso House und sechs als Balzac Coffee am Markt auf. 2022 wurde das Unternehmen umbenannt.

## Kritik
In allen Filialen gab es eine Kameraüberwachung im Kundenbereich; die Kunden wurden hiervon nicht informiert. Mit seinem Urteil vom 8. April 2008 erklärte das Amtsgericht Hamburg diese Praxis für rechtswidrig. Die Geschäftsführerin ließ daraufhin vor Gericht erklären, dass innerhalb von zwei Monaten alle Kameras im Gästebereich demontiert würden.